# Unidad de Monitor (UM)
La unidad de monitor es definida como la lectura de la corriente integrada de una cámara de ionización de placas paralelas contenida en un acelerador lineal, siendo esta lectura proporcional a la intensidad media del haz de radiación.
Las cámaras de ionización utilizadas como monitores en haces de fotones de alta energía normalmente son encapsuladas de modo que no haya variaciones en la lectura debido a los efectos de la presión y de la temperatura. La dosis absorbida por unidad monitora es calibrada en función de la dosis absorbida medida en un objeto simulador bajo condiciones de referencia especificadas en protocolos internacionales, siendo más comúnmente utilizado el protocolo de la Agencia  Internacional de Energía Atómica.
En la radioterapia convencional, parte del proceso de planificación es determinar cantidad de unidade monitor que será entregue por cada campo. En IMRT, el significado difiere ligeramente dependiendo del tipo de administración del feixe.

## Verificación dosimétrica
La verificación independiente de la dosis por unidad de monitor (UM) para suministrar la dosis prescrita a un paciente, ha sido uno de los pilares de la garantía de calidad (QA) de la radioterapia.
Casi 60% de los errores relatados envolvieron la falta de una verificación secundaria independiente pertinente del plan de tratamiento o cálculo de dosis .
Con el desarrollo y los avances tecnológicos, la radioterapia exige que altas dosis de radiación sean entregues al tumor con precisión cada vez mayor. En consonancia con las recomendaciones de la Comisión Internacional de Unidades y Medidas de Radiación (ICRU) en la Publicación 24, la dosis administrada no debe desviar más de ± el 5% de la dosis prescrita. Más recientemente, las nuevas recomendaciones de la ICRU en la Publicación 62

### Verificación dosimétrica para una segunda comprobación[9][10]
Publicaciones sobre garantía de calidad en radioterapia recomiendan verificaciones de rutina de los cálculos de MU por medio de cálculo automatizado independiente. Ese tipo de verificación también puede aumentar la confianza en la precisión del algoritmo y en la integridad de los datos de los feixes utilizados, además de suministrar una indicación de las limitaciones de la aplicación de algoritmos convencionales de cálculo de dosis utilizados por sistemas de planificación
Comercialmente existen softwares conferencia de cálculo de MU  para verificación del planificaciones radioterápico los principales sistemas son:
| Fabricante             | Nombre del Sistema    | Algoritimo                               | Soporte                                         | País           | Website                          |
| ---------------------- | --------------------- | ---------------------------------------- | ----------------------------------------------- | -------------- | -------------------------------- |
| LAP Laser              | RadCalc               | Modified Clarkson                        | IMRT VMAT TomoTherapy CyberKnife Halcyon        | Alemania       | https://www.lap-laser.com/       |
| Varian Medical Systems | Mobius                | Collapsed Cono Convolution/Superposition | IMRT VMAT TomoTherapy CyberKnife Halcyon        | Estados Unidos | https://www.varian.com/          |
| RT MEDICAL SYSTEMS     | RT Connect            | Modified Clarkson                        | 3D, 2D IMRT VMAT TomoTherapy CyberKnife Halcyon | Brasil         | http://rtmedical.com.br/         |
| Standard Imaging       | IMSure                | Three Source Model                       | IMRT VMAT                                       | Estados Unidos | https://www.standardimaging.com/ |
| PTW Freiburg           | Diamond               | Modified Clarkson                        | IMRT VMAT                                       | Alemania       | https://www.ptwdosimetry.com/en/ |
| Math Resolutions LLC   | DosimetryCheck        | Modified Clarkson                        | IMRT VMAT                                       | Estados Unidos | http://www.mathresolutions.com/  |
| Sun Nuclear            | DoseCHECK             | Collapsed Cono Convolution/Superposition | IMRT VMAT TomoTherapy Halcyon                   | Estados Unidos | https://www.sunnuclear.com/      |
| MUCheck                | Oncology Data Systems | Modified Clarkson                        | IMRT VMAT TomoTherapy CyberKnife                | Estados Unidos | https://mucheck.com/odshome/     |